# ラグナロク (小説)
『ラグナロク』（RAGNAROK）は、安井健太郎による日本のライトノベル。イラストはTASA。角川スニーカー文庫（角川書店）より1998年6月から刊行されていたが、2006年11月を最後に未完のまま刊行が中断した。2017年8月17日より、『小説家になろう』にて本作のリブート版の連載を開始。タイトルを『ラグナロク：Re』として、オーバーラップ文庫（オーバーラップ）から書籍版の刊行も開始された。
第3回スニーカー大賞大賞受賞作。『ザ・スニーカー』にて連載されたほか、ことぶきつかさによるコミカライズ版も出版された。

## 登場人物

### 主人公
リロイ・シュヴァルツァー
本編の主人公。元傭兵ギルド所属だったが、現在はギルドを脱退してフリーの傭兵として活動する。服装は常に全身黒ずくめ、目つきも非常に悪い。二つ名は、「疾風迅雷のリロイ（リロイ・ザ・ライトニングスピード）」「黒き雷光（ブラック・ライトニング）」。ギルド脱退時には最高位であるSSランクへの昇格が約束されていたが、とある事件でサンドラが死にジェイスに裏切られたため脱退する。皮肉なことに、ギルド設立からSS昇級を蹴った者は彼が初めてだった為、フリーの傭兵となってもその名は広く知れ渡っている。
その身体には5000年前に滅んだ「闇の種族」ロキの血が流れていると言われ、普通の人間なら即死するほどの重傷を負っても瞬時に治癒してしまう。また、生命の危機に瀕した際には巨大な悪魔のような姿に変貌する「獣化」と呼ばれる現象が起こる。彼の獣化は、厳密には他の者達の獣化とは全く別物で、ロキの遺伝子がリロイの肉体を侵食する現象であり、瞬間治癒や悪魔化に留まらず、翼が生えたり、腕が大蛇のように変貌したり、空間を圧縮する能力を発現したりと多岐に渡り、また彼の精神によってはその現象を自分の意思でコントロールすることも出来る。
性格は直情で暴力的、後先考えずに行動する事が多い。また、かなりのお人よしであり、子供や女性からの頼みは断れない。女運が無く、レナやフレイヤにいいように使われていた。
乗り物運は最悪で、飛行艇に乗れば処女飛行で爆発炎上、豪快に墜落。列車に乗れば、深い谷底にまっさかさま。船に乗ればまず間違いなく無数のダーク・ワンに襲撃され、馬車に乗ればまず間違いなく大量の盗賊との戦闘とあいなる。コーヒー好きだが、砂糖とミルクをたっぷり入れないと飲めない。
土地運はもはや災厄と言って良く、立ち寄った町が大洪水に巻き込まれて海の一部となったり、無数の大型竜巻に狙い撃ちにされたりと、もはや受難の権化。エフィルいわく、「あの竜巻は絶対あんたを狙ってたのよッ！！」とのこと。リロイ本人以外は全員うなずいている。
基本的に楽観主義で、自身に降りかかるいろいろな物事を力ずくでどうにかしてしまう。確立や打算、失敗したときのことなど目もくれず、自分が進むべきだと感じた道を全力疾走で突き進む青年。彼の根幹になっている信念は、「出来るかどうかじゃねぇ…、やるんだよッッ！！！」。
ラグナロク
リロイの相棒の意志を持つ喋る剣。
5000年前の大戦時に作られた対闇の種族用兵器で、製造番号は0109[エアスト・ノイン]。(第一ロット九本目の意)
ホログラムとして白いローブを重ね着した、見目麗しい（本人談）青年の姿を取る事も出来る。ややナルシスト。本体は剣の柄に嵌め込められている宝玉で、取り外す事で意識を離れた場所に飛ばす事も可能である。大の紅茶党で、コーヒーは下品な人間の飲むものだと思い込んでいる。思った事をよく口に出してしまう。自分のことを冷静な性格と考えているが、5000年もの長い時を生きているためか些細なことで感情的になりやすい。
5000年前に最初の相棒アキ・ヴェルナーとともにレディ・メーヴェと交戦経験がある。
レナ・ノースライト
フリーの暗殺者。過去の事件が原因でリロイとは敵対する事もあったが、現在は腐れ縁以上相棒未満の微妙な関係に落ち着いている。二つ名は「冷血のレナ（レナ・ザ・コールドブラッド）」。二つ名の通り無表情だが、時折、見たものを凍てつかせる冷笑を浮かべる事もある。自分の仕事とマナの安全を最優先する傾向がある。アスガルド皇国ではリロイも含めた周囲の人間全てを欺いてマリーナを取り戻した。かつては娼婦だった事もあり、娼館に自分とマナを売った両親を殺害した過去がある。

### 所属なし
マナ・ノースライト
レナの妹で、多重人格者。本来の人格のマナの他に、我儘が強いエフィル、攻撃的なシャロン、しっかり者のシェスタの三人の交代人格を持つ。
ヴィーグリーズの遺産「フレースヴェルク」の所有者
フェンリル
天狼族。体長2mを超える巨大な銀狼で、人語を解す。レナとは「魂の確約者」の関係。
アレクサンドル・リュヴィール（アレクサンドル・リュヴィール・ヘイムダル・レオン・ファルファクス）
幼少の頃のリロイを拾い、育てた傭兵。幼少時、闇の種族に頭部を噛まれた際に痛覚を失っており、このことから「鋼鉄の男」の二つ名で呼ばれる。
ギルド在籍時代は「魔王（アークエネミー）ヘイムダル」と呼ばれ、E級の時点でSS間違いなしと言われたほどの腕を誇ったが、リロイはリュヴィールがそうとは知らなかったようだ。かつてはレオン・ファルファクスという名だったらしい。
人間には必ずあるとされる能力を制限する制御装置（リミッター）を闇の種族に頭部を噛まれた際に失っている。これを解除すれば身体能力がそれまでのおよそ3倍まで上がり、ウィルヘルム派の枢機卿と同じような能力を扱えるようになる反面、長時間使用すると身体に負荷がかかる。同時に痛覚も失っており痛みを感じない。
ヴァルハラのエージェントだった時期があり、ウィルヘルム派の枢機卿を少なくとも3人殺害し、教皇すら殺しかけたらしい。
クローディア・リンゼ
リュヴィールの知り合いで元ヴァルハラのエージェント。当時はリュヴィールと同僚だった。
視力を失っているが、感覚の目で周囲の状況を捕捉する事が出来る。また、この能力を全開にすると相手の精神を破壊する事も可能だが、本人にも浅からぬ負荷がかかる様子。
不意に未来が見える事があるため、ヴァルハラ在籍当時は「気まぐれな預言者」の二つ名で呼ばれていた。
ランディという名の赤子を見て災厄を呼ぶ存在になると予言した。この赤子がランディ・ゴルトかどうかは不明（可能性は高いが）。
ティーガー・レヴァール
トレジャーハンター。罠の構造等を感知する能力を保有しているが、罠をわざと発動させスリルを楽しむのが超一流のトレジャーハンターだと主張する困った性格の持ち主。
「家庭でも出来る簡単罠百選」「あなたにもすぐできる毒ガスレシピ」を執筆したが、発禁処分を受けている。
発掘したヴィーグリーズの遺産を取引しているため、ヴァルハラのエージェントの何人かとは面識があるが、ランディ、スキートのどちらに対しても好印象は抱いていない模様。

### ヴァナード王国
フレイヤ
ヴァナード王国女王。若いながらも、有能な政治手腕を持ち、国民からの人気も高い。
高慢で威張りくさってふんぞり返っているようだが、これもなめられない為のポーズだろう。ただ威張るだけでなく剣の腕も確か。ジリアン曰く「我々が束になっても敵わない」ほどの腕前だそうだ。
ジリアン・ミラー
女性のみで構成されたフレイヤの近衛騎士隊「ブリジンガーメン」の一員。リロイとは何かと馬が合わない。
長編5巻でシュタールと遭遇したブリジンガーメンのメンバーでは唯一、生存したが、左腕を失った。フレイヤの口調を真似しているため、言動は高圧的に聞こえる。
ギニースとリロイの関係をあまり快く思っていない模様。
ギニース・ロウ
「ブリジンガーメン」の一員。子爵家の令嬢だが、ジリアンに比べると気さくな性格で、ヴァナード滞在中のリロイといつの間にか肉体関係になっていた。
ヘクター・クロス
城塞都市アガトで商いを営む商人だが、元は出奔したヴァナード王国王子（フレイヤの叔父に当たる）。
アガト領主エリゾントに拉致され、命を落とす。
マリーナ・クロス
ヘクターの一人娘で職業は看護婦。どこからともなく救急箱を取り出しては治療してくれる。マイペースでのんびりとした性格だが、天然で毒を吐く傾向がある。
父であるヘクターの口から自らがヴァナード王国の第一王位継承者である事を伝えられ、ヘクターの死後、ヴァナード王国に向かう事を決意する。
キルシェ・ブラウ
ラグナロクシリーズの一本、オルディエを持つ少女。
極度の男嫌いで、異性にはきついが、同性には途端に馴れ馴れしくなる。
オルディエ
キルシェの相棒。
正体はラグナロクと同じく、5000年前作られた対闇の種族用兵器で、製造番号は1006［ツェント・ゼックス］。(第十ロット六本目の意)
ホログラムとして人間の姿にもなれるが、なぜか露出度の高い格好をしている。
後期最新型として造られた為にプライドが高く、初期型であるラグナロクを『兄さん』と呼びつつも馬鹿にしている節がある。また《闇の種族》に対する敵愾心もラグナロクより強い。
人体や物質から一定以上の存在意思(ノルン)を抜き取る事を防ぐ安全装置が付いていない事をラグナロクから示唆されている。
5000年前、ロキを滅ぼした張本人。その際に『何か』を知ってしまい、その記憶を思い出さないよう意図的にプロテクトをかけていた。後にラグナロクとの会話で封印していた記憶が蘇り発狂するが、ラグナロクに介抱され正気を取り戻す。そしてイレーヌの正体を明かした上で今後敵対することにも成りうる事を忠告するも、少なからず彼を『兄』として認めるようになった。
スウェイン
アガトの大商人ヘクターが雇っているもぐりの情報屋の少年で
ヘクターが殺されたときから成り行きでヴァーナド王国までリロイについて行くことになる。
リロイがマリーナ奪還のためアスガルド皇国へ行くときにひとりヴァナードに残った。

### アスガルド皇国
バルドル
アスガルド皇国第一皇子。リロイの侵入を許した親衛隊を容赦なく射殺するなど冷酷な面を持つ野心家で、権力欲が強い。
父であった先代皇帝を暗殺し、皇位を得ようとしたがリロイやヴァルハラ等の妨害により失敗に終わり、レナによって重傷を負わせられる。ベネディクトに連れ去られたため、生死は不明。
ヴァーリ
アスガルド皇国第二皇子。長編4巻で初登場時はルーファスと名乗っていた。
片腕が義手で吸血鬼相手に生存する程度には戦える。
異母兄のバルドルとは違い、温厚な性格だが、激昂すると過激な行動を取る事もある。
ヴィーグリーズの遺産「グラム」の所有者
マイ
リロイの行く先々で彼を助ける、ヴァーリの部下。
変装が得意で、変装によって全く異なった印象の人物になる。
二の腕の蝶の入れ墨が目印。
ナナ
アスガルド皇国皇女でバルドルの妻。天然で掴みどころのない性格をしている。
ラティファの書いた記事でリロイの顔を知っていたため初対面時にはリロイが不法侵入して来た事にも全く動じずサインを求めた。
大ファンであるティーガーの影響で部屋に落とし穴や檻などを設置している。彼女の使用人は何故かガスマスクを装着しているナナが何を言っているかが理解できる。
彼女に会った事でリロイは皇女暴行未遂の嫌疑が追加された。
アラン・ブラフォード
皇国の四大侯爵家の一つ、ブラフォード家嫡男。
出奔してブランカートと名乗り、海賊「ヨルムンガンド」のボスとして猛威を振るい、長編2巻ではリロイと激突。その後、行方不明となったが父の死を契機に家督を継ぐため皇国に戻った。
ヴァーリに皇帝の地位を継がせようとしていたが、ヴァルハラのエージェント、ジェイスに婚約者を人質に取られ、命を落とす。
「シナプス・シンクロニカル」という能力で相手の脳にハッキングする事で、考えを読む事が出来る。
ヴィーグリーズの遺産「戦乙女の加護（ヴァルキュリエ・リーベ）」の所有者。

### ヴァルハラ
イレーヌ・ウィンスレット
ヴァルハラの社長。謎が多く、普通の人間では無いようだが社員の中には彼女を崇拝する者も少なくない。
社員に任務を命じる時に「一つあなたに頼みたいことがあるのよ」と、社長でありながら命令ではなく頼み込むような言い方からして、高圧的な態度で命令を下すヴァナード王国の女王フレイヤとは対称的である。
とにかく人間に対しては優しい。胸につけたペンダントをいじる癖がある。
どうやら過去に闇の種族によって全てを奪われたらしい。その経験から闇の種族を決して許さず闇の種族を完全に滅ぼすためにヴァルハラを設立した。
彼女はラグナロクシリーズに指示、統括を要請の出来るラシールと言う名称で呼ばれることがあるが強制力は無くラグナロクシリーズはそれを拒否することも出来る、しかし断る理由が無ければ従わざるを得ない程度には重要な存在でもあるらしい。
トゥルース・マイセル
ヴァルハラの専務。端正な顔立ちの壮年の男。言動は高圧的でランディが嫌悪感を顕わにする数少ない人物。
社員から快く思われていないらしく、色々と黒い噂もあるらしいがイレーヌには盲目的とも言える忠誠心を持っている。
ティティス・ペルレ
ヴァルハラの社長秘書。ジェイスの言動を快く思っていない。
視線と口調が厳しい。
ロティス・ペルレ
ヴァルハラの経理。ティティスとは一卵性双生児でティティスと念話で会話できる。
ボソボソと喋り、全体的に暗い雰囲気だが、たまに口調が毒々しくなる。
SS傭兵とロゼリアが戦闘している横で「世界残虐物語」という文庫本を涙しながら読むほど集中力は異常。
ラティファ・フォーラーニ
ヴァルハラの下部組織であるシャッテン新聞社の社員。
ヴァルハラの実験で闇の種族とのハーフとして生まれ、それにより闇の種族の血に徐々に侵食されている。
ヴァルハラの内情を知りそれを世間に公表するためアインラート社に協力を依頼しようとイグリスを訪問。
アイントラート社訪問後、ヴァラハラによるアイントラート本社襲撃の際にジェイスの手により命を落とす。
一時期、ジェイスと交際していたが破局している。
ヴィーグリーズの遺産「ヴァーサズ」「グングニル」の所有者。
リゼル・ジルバ
ヴァルハラのエージェント。
ヴァルハラの人体実験によって作られた人間と闇の種族のハーフで、極めて強靱な身体と、瞳孔の無い銀色の目を持つ。
その特異な目を隠す為、常にサングラスを着用している。
温厚で裏表のない性格だが、時として極めて非情な行動に出る。
趣味は料理と絵画。いずれもプロ顔負けの腕である。
ヴィーグリーズの遺産「ニーズホッグ」の所有者。
ジェイス
リロイの元相棒で、現在はヴァルハラのエージェント。
サンドラの死と彼の裏切りがリロイのギルド脱退の一因となった。元A級傭兵で、二つ名は「裏切り者（ベトレイヤー）」を自称。
使用する武器はギルド時代はモーニングスターだったがヴァルハラに入ってからは分裂する剣「切り裂くもの（ツェアライセン）」
任務途中の事故でヴィーグリーズの遺産、「レーディング」を移植されてから自虐的、退廃的な空気が増した。
ザントの裏表のある性格に薄々気付いている模様。
ヴィーグリーズの遺産「ミストルティン 」「ブリュンヒルト」の所有者。
ヴァレリオ・ザント
ヴァルハラのエージェントでいつもたくさんの薬を持ち歩いている事から「薬屋（ドラッグストアー）」と呼ばれる。
イレーヌ社長と会い命を救われてから薬と彼女しか信じなくなった。
普段は丁寧で物腰柔らかいが、ザントが主人公となる話では自分と社長であるイレーヌ以外の人間を見下している様が分かる。
念動力のようなものが使えるが続けて使うと体が持たない。
病気で動くことができなかった過去からか、自分で自分を追い込み死人のように生きているジェイスを徹底的に嫌っている。
ランディ・ゴルト
ヴァルハラのエージェント。過去にリロイと会ったこともあるが、リロイは覚えていない。
「領域」と称する絶対防御空間の様な力を持つ。ただし、レディ･メーヴェに脳が破壊される寸前まであっさり追い詰められるなど完全ではないらしく、ランディもラグナロクならば自身の領域に踏み込めるかもしれない、と述べている。他に触れただけでものを破壊したり、意識させないまま一瞬で移動し、吸血鬼の思念波を読むなど異能じみた能力を有している。レディ･メーヴェによれば「その世界の事象を支配している」という事だが詳細は不明。
アレクサンドル・リュヴィールに育てられた。彼から貰った金時計を大事にしている。
テュール・ヴァイス
ヴァルハラのエージェント。真っ白いトレンチ・コートに白い髪の男。
正体はヴィーグリーズの遺産「グレイプニル」というナノマシン集合体を身体にインプラントされた人間兵器。過去に家族を奪われた経験から「闇の眷属」を過剰に嫌悪しており、そのためには一般人を巻き添えにすることをいとわない性格。
長編第2巻でリロイと戦い死亡したかと思われていたが、グレイプニルの機能により仮死状態で海を漂流していた所を回収され、修復された。その後、アイントラートとの会談に同行したが、レディ・メーヴェの僕と化したため、ランディによって完全に破壊された。
アルティシア・エーデルシュタイン
ヴァルハラのエージェントの一人。もともとは教師だったが、生まれつき催眠能力を持っていたせいで周囲から忌避されてしまい、ヴァルハラに拾われる。
外見はセクシーな魅力の溢れる美女だが、大の子供好きである。催眠能力を使った尋問と男を誘導する腕前はプロ並み。
ヴァルハラのエージェントになって教師に戻ることはできなくても、教員免許証を捨てることはできず、大切に持っている。
ヴァルハラ組では比較的、リロイも普通に接している。
レニー・アイゼン
元暗殺者組織「葉隠」の鋼糸使い。何故ヴァルハラにいるのかというと、こちらの方が給料がいいからという理由らしい。
寂しがり屋で一人で食事をするのが嫌い。１０代半ばに見えるが実際は２０代半ばである。
給料は実家の両親に送っている。また両親もそんな家族思いのレニーを心配してか、月に一度は帰ってこいと言うほど子煩悩である。レニーも「子離れしない親をもつと大変」と言っているが（外伝・アウトサイダー参照）、実際にはそれほど嫌ではないようだ。
時間にはルーズで、遅刻したり、逆に早く来すぎたりしている。事実、予定の時間よりも早く来すぎたレニーのせいでその場にいた側近にカイルがヴァルハラと繋がっていることがバレてしまい、敵対勢力の使者であるレニーをまず先に殺そうとしたが正当防衛で返り討ちに。結局、カイルはレニーの時間を守らない悪癖のせいで死ななくてもいい部下を一人死なせてしまい、その事件のもみ消しをしなくてはならなくなってしまった。

### SS級傭兵
アグナル
「光刃のアグナル（アグナル・ザ・グリームエッジ）」の二つ名を持ち、ギルド最強とまで言われたSS級傭兵。
ヴァルハラの飛行船でリロイと対峙し、交戦。その剣捌きは二つ名の通り光のごとき速さで、リロイをも苦戦させたが、限界を超えたリロイに頚動脈を噛み千切られ死亡する。
マレーネ・エルウェス
「血まみれのマリー（ブラッディ・マリー）」の二つ名を持つSS級傭兵で、青く染めた長髪が特徴的な美女。
徒手格闘の達人で、傷を負えば負うほど血に酔いしれ、戦いをエスカレートさせて楽しむ戦闘狂である。
ヴァルハラのアイントラート襲撃に参加し、ロゼリアやカルテイルと激突した。
犬神梓（いぬがみ　あずさ）
「凶獣（ビースト）」の二つ名を持つSS級傭兵で、東方の国、弥都の名家、犬神家の一人娘。重量のある巨大な鉄扇を軽々と扱う怪力を持つ他、ライカンスロープでもあり、獣化すると禍々しい恐竜のような姿に変身する。SS級の例に漏れず、戦闘狂である。
リロイの記録を更新して最年少でS級まで昇り詰めた。
アイントラートとの会談に参加。ロゼリア、ネロスと交戦した。
ザック・ファフニール
「夢見る者（ドリームゲイザー）」の二つ名を持つSS級傭兵。戦闘に不必要な物を排除していった結果、声や感情をも無くしてしまった。
普段は夢遊病者の様な状態だが、戦闘が始まると敵を速やかに処理する戦闘マシーンと化す。
手にした剣を凄まじい熱量を有したエネルギーでコーティングする能力があり、それを鋭い斬撃の破壊力と併せる事で大理石を蒸発させ、鋼鉄製のベルゼルカーを両断し、強固な吸血鬼の肉体をも灼き切るほどの威力を発揮する。
さらに、戦闘中はそのエネルギーを身体に纏う事で高温の熱線やテーゼの衝撃波を受けても全く無傷という凄まじい防御力を有する。このエネルギーを纏っている間は対象物が白く発光する。
ライナルト
「虐殺者（ジェノサイダー）」の二つ名を持つSS級傭兵。腕が四本あり、自他共に狂人と認識するほどの異常者。
リュヴィールやクローディアとは彼らがヴァルハラに在籍していた頃からの顔見知りらしく、凄まじい執着を見せる。
廃人になりかねない量の麻薬を常時、摂取することで辛うじて正気を保っている。
ジグルド
真のギルド最強のSS級傭兵。半ば伝説とされ、存在しないとされていたが、ヴァルハラにいるらしい。劇中では名前のみ登場。
彼よりも力や技が秀でた者はいるが、決して彼には勝てないらしく、真の意味で最強である故二つ名がない。

### アイントラート
レディ・メーヴェ
アイントラートの社長。
ウェーブした銀髪に憂いを帯びた紫紺の瞳が特徴の人形のように整った容姿の少女。およそ10歳程度にしか見えないが、齢5000を数える吸血鬼。
5000年前の大戦期にはレディ・ヘルという名で、人類を抹殺、殲滅すべき敵だとして最も苛烈に攻撃した事から「殺戮の淑女」と呼ばれ、人間に対する憎悪の凄まじさは同胞である闇の種族からも恐れられていた。これはラグナロクが「お前がどれほどの人間を無慈悲に殺戮したか忘れたとでも言うのか」と発言している点からもうかがえる。人口数百万人規模の防衛設備の揃った都市を単身かつ一晩で壊滅させたほどの力を有しており、都市への余波を考慮できないほどの恐慌に突き動かされた住人による、通常の上級眷属であれば考えるまでもなく命を落とす（パレル談）ほどの銃弾・砲弾・光子兵器の集中砲火を受けるも生存。ヴァルハラ側の見解では最古にして最強の吸血鬼。大戦期に一度だけ交戦したラグナロクは彼女が上級眷属の中でも桁違いの能力を有しており彼女の一撃ともなれば自分が無に帰する可能性すらあると述懐している。
穏やかな性格の持ち主ではあるが、ヴァルハラとの会談の際にオルカンの命を弄ぶかのようなランディの言動がきっかけで激怒し、ただ怒りを覚えたというだけで周囲に絶大な影響を及ぼした。また、強い意志の込められた言葉は催眠効果にも似た現象を発生させ、これに反抗しようとしただけでランディの脳が破壊される寸前にまで追い込まれるなど、その能力は他の上級眷属と比較しても別格。
パレルが言うにはアングルボザと並んでロキに最も近い存在らしい。ただし、パレル自身はアングルボザに対しては攻勢に出た反面、ヘルに対してはそんな事は思いもよらないとの事。イレーヌがレディ・メーヴェと万が一戦闘になった場合、できうる限り逃走せよと念を押し、アングルボザが「ヘルのお気に入りに手を出すと後が怖い」と発言し、シュタールが「いかにお前といえど」と自身よりレディ・メーヴェが上であると認識しているかのような発言をする等、要所要所で間接的にその強さが提示されている。
ある理由からかつての自身の行動に深い悔恨の念を抱いて人間との共存を望み、「アイントラート」を設立した。スニーカー・アルティメットガイドRAGNAROKの用語集では「作中における様々な謎に関する答えを知っていると思われ、五本の指に入る重要人物」と記述されている。
人類との共存という目標は、他の同胞からは憎悪の対象ではあるものの、レディ・メーヴェがいる限りは迂闊に手出しできない状況らしい。一方で、襲撃を行ったゲレーデは「指一本動かせない老いぼれ」だと聞いていたと語っており、情報には齟齬が生じている模様。
ベストラとは友人であり、彼女からはメーヴェと呼ばれているが、アングルボザやシュタール、トゥーゲントからはヘルと言う昔の名で呼ばれている。
テーゼ
アイントラートの社長代理で、リロイの旧友。
「強靭なる弱者（シュヴァッハ・ヘルシャー）」と呼ばれる種族で脆弱な体ではあるが、額の第三、第四の目を開くことで多種多様な力が使える。
とにかくよく悩む。その為にまともな判断ができずに自己嫌悪に陥ることも。ついでに媚薬を飲まされると暴走する。この時はアズサとリロイ、そして薬屋の護衛の3人がかりでやっと気絶させることができた。
ネロス
アイントラートの社員で吸血鬼。テーゼを見守り、自ら進んで汚れ役を買って出る事が多い。
飄々とした雰囲気を漂わせているが、強大な力の持ち主。ザントの見立てではロゼリアと同等かそれ以上の力を有している。
ロゼリア
アイントラートの社員で吸血鬼。
お淑やかな性格。
少なく見積もってもSS級に匹敵する実力を有しており、アズサ、ザックの2人を相手に素手で渡り合える。
そのたおやかな外見とは裏腹にレディ・メーヴェを除けば吸血鬼の中では最強ランクの実力を持っている。（スニーカー・アルティメットガイドRAGNAROKを参照）
意外とお茶目な性格で、ビル内に侵入したザントのすぐ側に転移して驚かせるという悪戯もしてみせているが、人間に対しては優しい。
吸血鬼といっても必ずしも血を吸わなければ生きていけないということではないらしい。ジェイスの揶揄にロゼリアは「私達は血を吸って生きているわけではないのよ」と返答している（外伝　アウトサイダー参照）
血を吸わなくても生きていける代わりに大量の食事が必要らしい。ロゼリアは紙袋に入った三人分の量の食事をリロイに見せていた。これでもダイエットしていて少なめにしているらしい。「だとしたら普段はどれだけ食べるのだろうか」とラグナロクも疑問を胸中で発していた。
オルカン
アイントラートの社員。
レディ・メーヴェに心酔し、付き従っているだけで、人間との融和を望んでいるわけではなく、未だに人間を蔑視の対象としているかのような節が多々見受けられる。
特異な能力は有していないが、己の肉体を武器として戦う武闘派タイプ。
ヴァルハラとアイントラートの会談の際はテーゼ、ネロスと共にレディ・メーヴェに同行。イレーヌのある一言に激昂して襲い掛かるがランディによって妨害、殺害される。
ベアトリス
アインラートの社員で水を操ることの出来る種族。
ヴァルハラに捕まった母を助けるためにアインラートを裏切り、ヴァルハラの内通者となっている。
ヴァルハラによるアイントラート襲撃の案内役を行い、ヴァラハラの手助けを行うも、母親が既にヴァルハラの実験によって死亡していることを知らされた上でザントによって命を奪われる。
エイル
アイントラートに属する人間の女医。神話の医療の女神が元になっているが、こちらは神話と違ってとにかく口が悪く気性も激しくて外伝・アウトサイダーではカルテイルの腹部にパンチをお見舞いするほど（もっとも鍛え抜かれたカルテイルの腹筋はびくともせず、殴ったエイルの方が痛かったようだ）。
医者のくせに勤務中でも酒を飲んだりしている不良女医。実際にフリージアが産気づいた時にテーゼ達が医務室に向かった時は彼女は酒を呑んでいた。
口も態度も悪いが腕は確かで医者としての確かな倫理観、使命感も持っている。日頃から彼女の世話になっている病弱なテーゼはエイルに頭が上がらない。
アウトサイダーではザントの念力攻撃によって機材の下敷きになったりした。そのせいか第１０巻「廃都の幻影」では顔にアザが残っているが、それでも相変わらず口は悪くて有能な女医として活躍しているエイルが登場している。

### クライスト教団
ジェンマ・ガルガーニ
クライスト教団の枢機卿であるがウィルヘルム派ではない。
名前はカトリック教会の聖人である同名の人物から。
エッダ・エヴァリスト
クライスト教の信者で枢機卿候補。教会の中で育った為かかなりの世間知らずで、虫が苦手。
エージェント時代のリュヴィールとクローディアに護衛を依頼した。

### クライスト教団ウィルヘルム派
リーヴ
クライスト教団ウィルヘルム派の教皇。
聖母
枢機卿の保有する「福音の刃」を産み出したとされる人物。
アングルボザは彼女の事を知っているようだが詳細不明。
カイル・ヴァレンタイン
クライスト教団ウィルヘルム派の枢機卿。炎や凍気を操り、足踏みだけで地面を壁のように直立させる魔法のような力を持つ。
暴走を始めたウィルヘルム派を修正しようと、リロイに協力する。
ベネティクト
クライスト教団ウィルヘルム派の枢機卿。
枢機卿としては新顔で、常に仮面を被っている。
ヴァーリの姉。
フリオ・アレクシオ
クライスト教団ウィルヘルム派の枢機卿。カイルと同等の力を有する。
好々爺然とした風貌の小柄な老人だが、ウィルヘルム派の例に漏れず狂信者。
枢機卿としては古参に入る。アレクサンドル・リュヴィールに拷問に近い嬲り方で殺されかけた過去を持ち、その際に植え付けられたトラウマは数十年経っても彼を苦しめていた。
イスファール襲撃に参加し、リロイ、カイルらと交戦するも敗北し、死亡する。
アーネスト・ボーグナイン
神威代理執行特務機関ハイリッヒ・クロイツの巡察執行士ヴァールハイト・リッターの第二階位で元テロリスト。また皮肉屋でニヒリストでもある。
テロリストとして追われているところを教会に匿われたが、たまたまそこがウィルヘルム派の教会だった為に成り行きで巡察執行士になってしまった。
教団の中にいるとある女性を救う為、カイルに協力する。
アレッサンドロ
美しい女性に見えるが実は男性。クライスト教団の司教だが実はウィルヘルム派。
無機物（例えば棒きれ）を擬似生命体（猫や鳥）に変化させる能力をもつ。
リロイのことを「リロイちゃん」と呼んだりしており、そこらの女性よりも女性らしい。
自分の昔話をしている時にリロイから「馬鹿だなあ」と言われても「ほんと馬鹿よねぇ」と苦笑するなど、うぬぼれ屋で凶暴な者が多いウィルヘルム派としては良識的で組織とは敵対関係にあるリロイとは割と自然な態度で付き合っている。
グレイ・フェリクス
ウィルヘルム派の枢機卿。リュヴィールがヴァルハラに在籍していた頃の人物で、炎を操ることを得意とする。
ジェンマを拉致する為、刺客として現れる。対談を要求するエッダを甘言で誘いつつもジェンマに一蹴され、結局はリュヴィールによって殺された。

### 傭兵ギルド
ララ・リーヴス
傭兵ギルド幹部。
傭兵の査定の際、危機管理能力のチェックという名目でリロイやジェイスなどには背後から発砲していた。
サンドラ・サーティス
傭兵ギルド時代のリロイとジェイスの姉貴分。愛称はドーラ
リロイのギルド脱退となったきっかけの事件で死亡。
A級傭兵で、二つ名は「女王蜂（クイン・ビー）」。

### カルジア王国
リーナス
カルジア王国王子、リロイとは古い友人
ウォルター
リーナスの親友で乳母兄弟

### 闇の種族（ダーク・ワン）
ロキ
5000年前に存在した「闇の種族」で、リロイの先祖。5000年前にオルディエの所有者であった女に滅ぼされるが、直前まで女と性行為をしていた事で彼の遺伝子だけは残り、後の世まで引き継がれていった。
「ギヌン・ガープ」と「ユミル」にプロテクトをかけた人物でもある。
当時は闇の種族側の中心的な存在であったにも関わらずミュートス・ロズールという名でラグナロクを造り上げて人間に加担したりと不可解な行動を取っていた為、闇の種族からは《混沌の調停者》と呼ばれていた。
レディ・メーヴェ、トゥーゲント、アングルボザ等、5000年前から存在する闇の種族の上級眷属達は当然の事ながら面識がある。
ウィルヘルム派からは神の最大の敵『背神者』とされている。
アングルボザ
5000年前から生き続ける闇の種族の老婆。5000年前は長身の美女だった。
念道力を使いこなし、身に纏ったシルクの薄衣を操作し攻撃する。直接、念道力のエネルギーをぶつける事で対象に絶大なダメージを与える事も可能。
長編4巻と7巻でリロイと交戦するが決着は付かず。しかし9巻でロキが復活する事を予知し、リロイの命を狙う事はしなくなった。
マーニ
ソールの兄で闇の種族の上級眷属。5000年前、ロキの手によって翼をもがれた事からロキの血を引くリロイを憎悪している。
重力を操る能力を持ち、数回に渡ってリロイと戦うも、最後は力及ばず死亡する。
ベストラに対しては恋愛感情を抱いていたようだが、全く相手にされていなかった。
ソール
マーニの妹で闇の種族の上級眷属。5000年前、ロキに陵辱された事からロキの血を引くリロイを憎悪している。
また、マーニを溺愛しており、その延長線上でベストラに対しても敵意を見せる。
指から超高熱の熱線を放つ能力を持ち、マーニとともにリロイと数回に渡り戦うが、力及ばず死亡する。
シュタール
闇の種族の上級眷属。ウィルヘルム派と繋がりを持っている。「奇術師（ツァオペラー）」を自称し、空間から様々な物を生み出して攻撃する。この「奇術」で必要以上に残虐に対象を殺害する傾向がある。
本体は別の次元にある、巨大な肉塊のような姿で、この姿になった件にロキが関わっているらしい。シュタール自身はこの空間を「檻」「無間地獄」と称し、この中でならばレディ･メーヴェを上回れるとも語っている。
トゥーゲントとも浅からぬ因縁があり、5000年前には狗神楓を殺害した。
一度、死亡したと思われていたが長編8巻にて再登場。トゥーゲントと交戦するも決着はつかないまま10巻で再びリロイの前に立ちふさがった。
トゥーゲント
竜のような頭を持つ闇の種族の上級眷属。武人然とした性格で、度々リロイの窮地を救っている。
弥都のイヌガミ家とは深い繋がりを持つ。
5000年前のエピソードでは空間の向こう側に存在するシュタールの本体にダメージを与えていたが、原理は不明。この際、アングルボザはトゥーゲントが特殊な存在であるという事を示唆するかのような台詞を発している。
ラスター
子供の姿を持つ闇の種族の上級眷属。非常に無邪気な性格だが、リロイの中に眠るロキの力見たさに、リロイに様々な妨害をする。
空間を操る能力を有しており、リロイを一瞬で離れた場所へ転移させたこともある。
トゥーゲントと行動を共にしているが伝聞でしかロキを知らない点で5000年前から存在しているというわけではない事が分かる。シュタールと面識はある模様
ベストラ
闇の種族の上級眷属。美しい女性だが実は両性具有。強大な力を持っており、第二巻ではアニタを蘇生させるほど。何を考えているのかわからない所がある。リロイを何度か助けているが、同時に危地に立たせることも。
愛するロキを殺したラグナロクであるオルディエを密かに追っていた。彼女を見ると今までの冷静さを放り投げて何がなんでも殺そうとする。その姿はまさに鬼女である。邪魔する者や目障りな者は全て滅ぼす殺人鬼になる。事実、オルディエたちのいた列車の中の乗客のほとんどを殺害するほど残忍になり、その殺戮による多くの死体を見たリロイを激怒させた。この覆しようのない事実が、どんなに美しくて優しそうに見えてもベストラは所詮は闇の種族だという観念を彼に植え付けた。
レディ･メーヴェとは旧友でシュタールと陰ながら交戦し、負傷したためアイントラートで療養していた
パレル
5000年前のエピソードに登場した闇の種族の上級眷属。ロキの死により統制を失った闇の種族をまとめるため、ロキを復活させようとする。
その動きをアングルボザに察知され、その対抗策としてヘルに接触するが協力を得られないまま計画を進める形となる。
アングルボザには敵愾心を顕わにする一面もある一方で、ヘルに対しては畏怖を抱くなど、キャラクターの力の上下関係を間接的に提示するキャラクターとなっている

### 5000年前の人物
アキ・ヴェルナー
最初のラグナロクの所有者である女性。やや粗暴だが身体能力は高い。
ラグナロクを兵器としてではなく人間同様に接していたことで、後のラグナロクの人格・思考に多大な影響を与えたようである。
現代のラグナロクが紅茶を好むのは、当時のアキが執拗にラグナロクに紅茶を飲ませ学習させた為。
当時のレディ・ヘル(メーヴェ)と対戦経験がある。
ガルト
ラウラ(ラグナロク0204)の所有者。全身を機械化したサイボーグで、並の人間では扱えない重火器を軽々と扱う。
ラウラ
ラグナロクで、ガルトの相棒。形状はダガー型で、製造番号は0204(第二ロット四本目)。ラウラと言う名前はガルトに付けてもらったもの。
立体映像は小柄な少女で感情表現が非常に豊か。その為当時のラグナロクとは相性はあまり良くなかった。
ギガースとの戦いで立体映像に負ったダメージが本体にまでフィードバックし、ガルトに看取られながら『死亡』した。
アル・エンデ
試作型のラグナロクで、全てのラグナロクの母とも言える存在。製造番号は0000。
立体映像は完璧な美貌と評される女性で、良くラグナロク達に謎めいた質問を投げかけていた。
狗神楓（いぬがみ　かえで）
犬神梓、狗神悠の先祖。
名家の娘であったが異国の男の子供を身籠ったことで出奔の身となる。道中でトゥーゲントに命を救われたが闇の種族の諍いに巻き込まれてしまい、命を失った。

## 用語
神々の黄昏・ラグナロク
5000年前、ダーク・ワンによって滅亡寸前まで追い込まれた人類が最後の希望を託し製造した決戦兵器。北欧神話の神々の最終決戦になぞらえ、神々の黄昏（ラグナロク）と呼ばれることになる。物体の存在意思、「ノルン」を操って大破壊を起こし、局所的には可能性変異すら起こしうる。鍔元には「ノルン」制御のための人工知性が宿っている。ラグナロクは空気中の分子を利用し、人間の姿を形成することも可能。この状態でのみ行使できる緊急プログラムが存在するらしいが詳細は不明。あらゆる道の達人の戦闘データと一通りの武器・兵器の操作方法がインプットされており、ある程度までなら戦えるが戦闘経験から得られる直感や閃きが備わっていないためリロイのように真の達人とも呼ぶべき相手には数段、劣る。またこの状態で莫大なダメージを受けるとそれが本体である宝玉にフィードバックし、死ぬ事もある。また学習機能が備わっており、同じ行動を繰り返すうちにそれを人間で言う習慣のように感じるようになる事もある。ダーク・ワンの存在を知覚できるセンサーを備えているが上級眷属になるとセンサーが鈍くなる。様々な戦闘用途のために形状、機能の差があるラグナロクが複数シリーズ開発された。ダーク・ワンの人類殲滅を阻止し人類を滅亡から救ったが、激しい戦いの末、数本しか残らなかった。
闇の種族（ダーク・ワン）
いつごろからか歴史の影に現れ始め、ついには人類を滅亡寸前まで追い詰めた異形の存在。総じて強靭な生命力を持ち、人類に対して敵意を持つ。その戦闘力、危険度から下級、中級、上級と分類されており、一般人には手も足も出ない存在であり、訓練をつんだ兵士が徒党を組んでも下級すら倒せないこともある。上級眷属に至ってはもはや生物というよりも、物語や伝承のなかの魔王や鬼神と大差ない存在である。そしてなぜか、どれだけ異形な眷属であろうと、どれだけ形が崩れようとも、全て「人型」である。なお、上級はラグナロクシリーズの感知機能に反応しない。また、同じ上級眷属であっても戦闘能力に著しい差が見られるケースもある。吸血鬼などはその代表格である。テーゼが言うには下級・中級と上級は異なる系統で支配階級と被支配階級ではあるが、同じ生物として見る事自体が間違っているらしい。
《闇の種族》（ダーク・ワン）
人類の天敵とされる異形の生物。眷属によって下級から上級までランク付けされているが、上級眷属は殆どが高い知性と強大な力を持ち併せており、中級以下とは一線を画している。
上級眷属の中でも格の違いはあり、トップクラスは概ね5000年以上生きている古参達で占められる。
ヴィーグリーズの遺産
約5000年前の文明、ヴィーグリーズで造られた兵器。作中の時代ではオーバーテクノロジーの為生産は不可能であり、作中で使われているものは殆どがヴァルハラが発掘した品を再利用という形である。
ラグナロク
前時代文明の科学力の粋を集めて造られた、対《闇の種族》決戦兵器。存在意思(ノルン)と呼ばれる物質を操ることが出来る。鍔元のコアには高度なプログラムが集約されており、人間と同じく喋ったりホログラム体として動く事もできる。100本近く造られたが、その殆どが前時代の大戦で失われた。
剣にはそれぞれ四桁の製造番号が与えられ、上二桁が世代、下二桁がその世代の何本目に造られたかを表している。ちなみにラグナロク(リロイの剣)は0109(第一ロットの9本目)、オルディエは1006(第十ロットの6本目)である。
傭兵ギルド
主に《闇の種族》から人々を守る目的で結成されたギルド。数百年もの歴史を持ち、各地に支部が存在する。実力によってE級からSS級まで存在し、ランクが高いほど報酬の良い仕事を貰えるがその分危険度も高い。また、A級以上から二つ名を名乗ることが許される。
SS級(ダブル・エス)
傭兵ギルドの最上位ランク。莫大な富と名声と地位を約束されると言われているが、実際はギルドの親元であるヴァルハラにスカウトされる為の指標。総じて上級眷属とも戦える力を備えているが、己の強さを追求した結果、戦闘以外興味を示さない戦闘狂であったり、人格に大いに問題があったりと扱い辛い者が多い。
葉隠
弥都に本拠地を置く大陸最大の暗殺者ビルド。代々狗神家の人間がトップの座に就いている。
ヴァルハラ
傭兵ギルドの親元。表向きは企業として運営されている傍らで、裏では前時代文明の遺産を発掘・運用している。また、違法な人体実験も行っているが、組織の目的は不明。
アイントラート
レディ・メーヴェが運営する企業。イグリスに本社を置く。レディ・メーヴェを含め幹部クラスは概ね人類との共存を望む《闇の種族》で構成され、彼らの正体を知った上で社員として務める人間も多くいる。
クライスト教団
ウィルヘルム派
クライスト教団の異端として排斥された一派。教皇リーヴを頂点とし、信者の洗脳、薬物強化など非人道的な行為を行っている狂気の集団。
人は神に近づく為に生まれた存在であり、神の御心に従う為には人を捨て、より強い存在である超人を目指すべきと言う『超人思想』(ツアラトウストラ)を掲げている。
『超人思想』の元に日々洗脳と人体強化を行っており、末端の信者でも不死身に近い耐久性を持つ。力の強さと信仰心によって厳格かつ明確なヒエラルキーが構築され、枢機卿クラスともなれば《闇の種族》の上級眷属にも匹敵する力を備えている程である。
《クラフト》
人体強化の内、肉体に処置を施された者を指す。常人を遥かに超える筋力や瞬発力を持つが、殆どの者が力に振り回されて肉体を崩壊させてしまうらしい。司教・司祭クラスはこれか《ヒルン》のどちらかを施されている。
《ヒルン》
人体強化の内、脳に処置を施されたものを指す。肉体的には常人と変わらないが、超能力が使える。司教・司祭クラスはこれか《クラフト》のどちらかを施されている。
巡察執行士（ヴァールハイト・リッター）
ウィルヘルム派の主要な実行部隊。正式名称『神威代理執行特務機関ハイリッヒ・クロイツ』・『巡察執行士ヴァールハイト・リッター』
エグゼキューショナーズソードと《聖衣》と呼ばれる強固な防具で身を固め、多くの兵士が洗脳と薬物強化を施されている。
信仰心と強さに応じて第一から第五階位までの階級があり、第二階位ならば司教・司祭クラスよりも強く、第一階位ともなればリロイすら苦戦する程の実力がある。また、階級によって《聖衣》など装備の質も異なる。
枢機卿
ウィルヘルム派の幹部クラスで、通常片方しか行えない《クラフト》と《ヒルン》両方の処理を施された存在。別名《フェリヒ・ターザイン》とも呼ばれる。
再生能力を備えた不死身の肉体と空間転移や自然現象に干渉出来る超常的な力、『聖母』に与えられた《福音の刃》(普段は腕部に収納されている)を兼ね揃えた超人で、『超人思想』の体現者として彼らを信奉する信者も少なくない。

## 評価
第3回スニーカー大賞にて大賞を受賞した（受賞時のタイトルは「神々の黄昏-ラグナロク-」）。同賞で審査員を務めた天野喜孝、藤本ひとみ、水野良は本作について以下のように評している。

## 既刊一覧

### 小説
- 安井健太郎（著）・TASA（イラスト） 『ラグナロク』 角川書店〈角川スニーカー文庫〉、全11巻
  1. 「黒き獣」1998年6月26日発売[9]、ISBN 4-04-419201-4
  2. 「白の兇器」1998年8月31日発売[10]、ISBN 4-04-419202-2
  3. 「銀の深淵」1998年12月25日発売[11]、ISBN 4-04-419203-0
  4. 「青き双珠」1999年3月26日発売[12]、ISBN 4-04-419204-9
  5. 「紫の十字架」1999年8月31日発売[13]、ISBN 4-04-419205-7
  6. 「黄金領域」1999年9月30日発売[14]、ISBN 4-04-419206-5
  7. 「灰色の使者」2000年4月28日発売[15]、ISBN 4-04-419208-1
  8. 「翡翠の罠」2000年8月31日発売[16]、ISBN 4-04-419210-3
  9. 「背神の遺産」2001年6月29日発売[17]、ISBN 4-04-419213-8
  10. 「廃都の幻影」2002年5月31日発売[18]、ISBN 4-04-419216-2
  11. 「獣の系譜」2004年9月30日発売[19]、ISBN 4-04-419219-7
- 安井健太郎（著） / TASA（イラスト） 『ラグナロクEX』 角川書店〈角川スニーカー文庫〉、全9巻
  1. 「BETRAYER」1999年10月28日発売[20]、ISBN 4-04-419207-3
  2. 「DIABOLOS」2000年6月30日発売[21]、ISBN 4-04-419209-X
  3. 「COLD BLOOD 失われた絆」2000年12月26日発売[22]、ISBN 4-04-419211-1
  4. 「DEADMAN」2001年3月29日発売[23]、ISBN 4-04-419212-X
  5. 「THE OUTSIDERS」2001年12月26日発売[24]、ISBN 4-04-419214-6
  6. 「SANCTUARY」2002年2月28日発売[25]、ISBN 4-04-419215-4
  7. 「THE LEGACY」2002年12月27日発売[26]、ISBN 4-04-419217-0
  8. 「FEARLESS」2003年9月30日発売[27]、ISBN 4-04-419218-9
  9. 「MISFORTUNE」2006年10月31日発売[28]、ISBN 4-04-419221-9
- 安井健太郎（著）・巌本英利（イラスト） 『ラグナロク：Re』 オーバーラップ〈オーバーラップ文庫〉、既刊4巻（2020年8月25日現在）
  1. 「1.月下に吼える獣」2018年4月25日発売[29]、ISBN 978-4-86554-337-7
  2. 「2.獣たちのミメーシス」2018年7月25日発売[30]、ISBN 978-4-86554-375-9
  3. 「3.大敵」2019年10月25日発売[31]、ISBN 978-4-86554-558-6
  4. 「4.悪辣たる異端」2020年8月25日発売[32]、ISBN 978-4-86554-719-1

### 漫画
- 安井健太郎（原作）・TASA（キャラクター原案）・ことぶきつかさ（作画） 『ラグナロク』 角川書店〈角川コミックス・エース〉、全3巻
  1. 2001年7月27日発売[33]、ISBN 4-04-713444-9
  2. 2002年5月29日発売[34]、ISBN 4-04-713497-X
  3. 2003年2月26日発売[35]、ISBN 4-04-713538-0

## 関連作品
- スニーカー・アルティメットガイドRAGNAROK
- スニーカーCDコレクション ラグナロク－灰色の使者